# Verfassungsreferendum in Palau 1996
Das Verfassungsreferendum in Palau 1996 (Constitutional Referendum) wurde am 5. November 1996 in Palau durchgeführt, zusammen mit den Wahlen. Die Abstimmenden wurden gefragt, ob sie zwei Verfassungsänderungen zur Verfassung von Palau (Uchetemel a llach er a beluu er a Belau) zustimmen könnten:
1. Dass Verfassungsänderungen jederzeit abgestimmt werden können und nicht nur im Zusammenhang mit Wahlen („To allow voters to vote on constitutional amendments at any time, rather than only alongside general elections“).
2. Ob eine Verfassungs-Versammlung einberufen werden solle, um die Verfassung zu revidieren („To convene a Constitutional Convention to revise the constitution“).

Beide Vorschläge wurden von den Wählern abgelehnt mit 53,8 % respektive 51,8 % der Stimmen.

## Ergebnis

### Question One
| Wahl                      | Stimmen | %    |
| ------------------------- | ------- | ---- |
| Dafür                     | 4.346   | 46,2 |
| Dagegen                   | 5.056   | 53,8 |
| Ungültig/nicht abgestimmt | 721     | -    |
| Gesamt                    | 10.123  | 100  |
| Source: Nohlen et al.     |         |      |

### Question Two
| Wahl                      | Stimmen | %    |
| ------------------------- | ------- | ---- |
| Dafür                     | 4.582   | 48,2 |
| Dagegen                   | 4.929   | 51,8 |
| Ungültig/nicht abgestimmt | 612     | -    |
| Gesamt                    | 10.123  | 100  |
| Source: Nohlen et al.     |         |      |